# Оймякон
Оймяко́н (якут. Өймөкөөн) — село в Оймяконском улусе Якутии, административный центр сельского поселения «Борогонский 1-й наслег».
Оймякон наиболее известен как один из «Полюсов холода» на планете; по ряду параметров Оймяконская долина — наиболее суровое место на Земле, где проживает постоянное население.

## Этимология
По одной версии, село получило название от протекающей неподалёку реки; название села на эвенском языке означает буквально «незамерзающая вода; место, где рыба проводит зиму» — в этой местности действительно можно найти ручьи, которые не замерзают даже в сильный мороз. По другой версии, название села на одном из тунгусо-маньчжурских языков означает «замёрзшее озеро».

## География и транспортная доступность

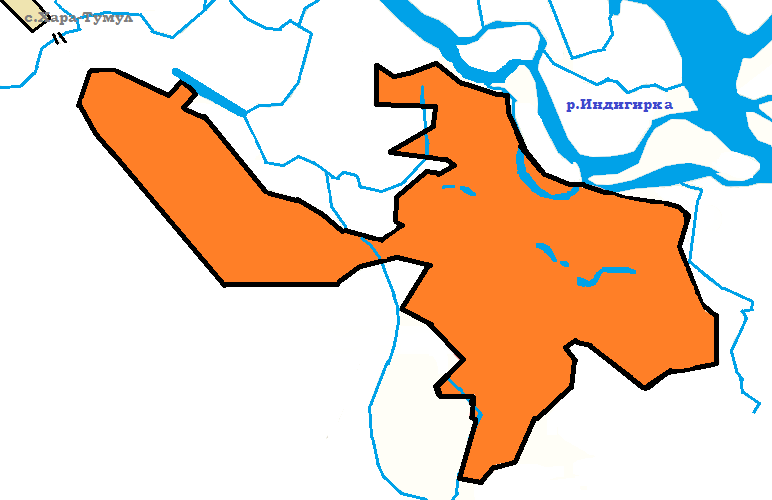
Село Оймякон на карте

Село расположено на левом берегу реки Индигирка, на высоте 745 метров над уровнем моря. Ближайшие населённые пункты — Хара-Тумул (самый близкий) и Берег-Юрдя. Также недалеко от села находятся населённые пункты Томтор, Ючюгей и Аэропорт.
Оймякон находится в приполярных широтах, однако южнее Северного полярного круга. Продолжительность дня варьируется от 4 часов 36 минут (22 декабря) до 20 часов 28 минут (22 июня). С 24 мая по 21 июля наблюдаются белые ночи, когда светло круглые сутки. С 13 апреля по август длятся ночи с астрономическими сумерками, а с 1 мая по 13 августа длятся ночи с навигационными сумерками.

### Транспортная доступность
Посёлок находится в конце Староколымского тракта, в 430 км от своего районного центра Усть-Неры по автомобильным дорогам. Ближайшим морским портом является Магадан, что находится на расстоянии более 1000 км, расстояние по автодороге от Якутска — также около 1000 км, но оно не круглогодично и в межсезонье связь с «материком» доступна только по воздуху. Ближайший аэропорт — Усть-Нера. Прямое расстояние до Усть-Неры по воздуху не превышает 150 км. Староколымский тракт находится в очень плохом состоянии, поэтому годен только для внедорожников.

## Климат

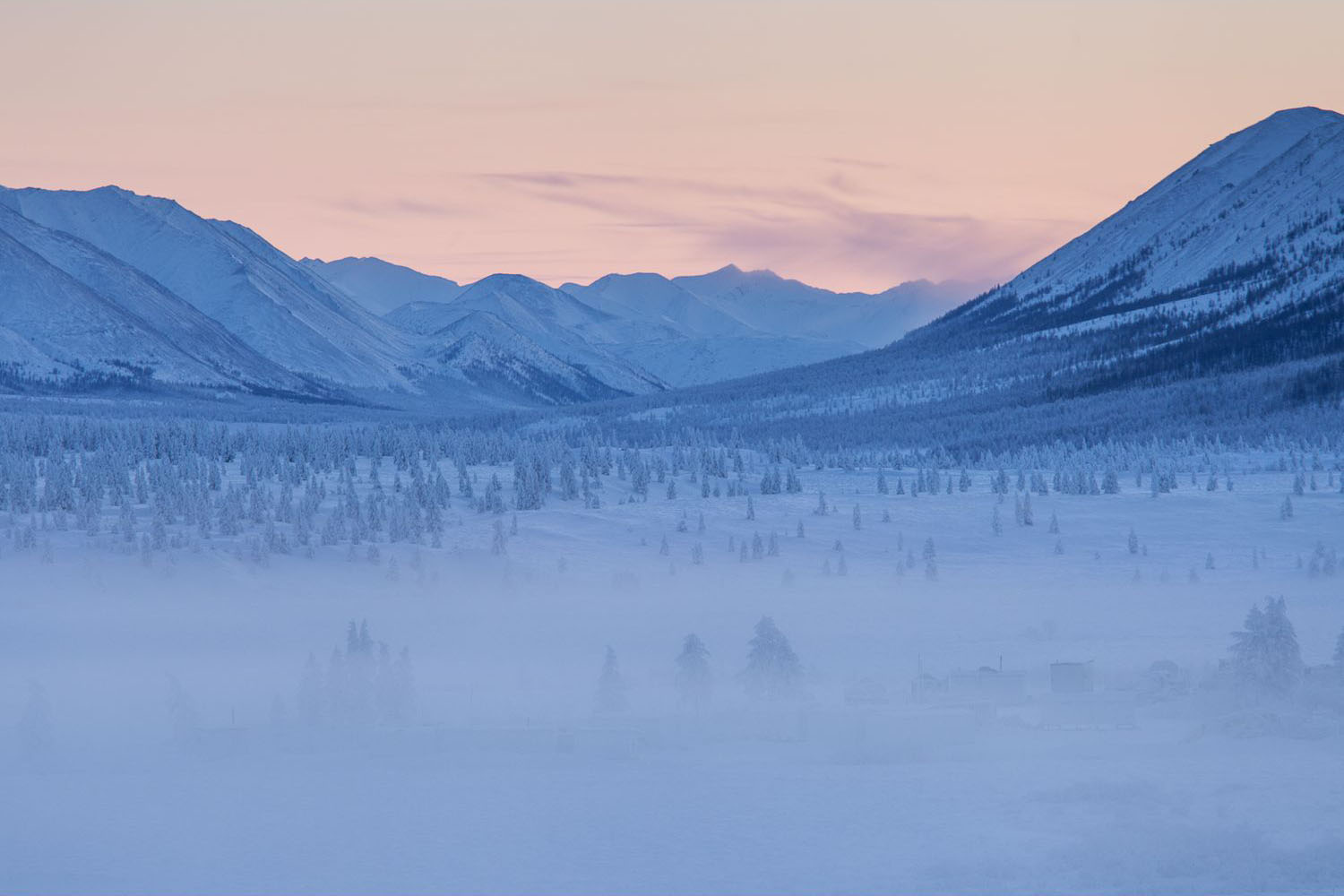
Ландшафт Оймякона в феврале 2013 года

Оймякон имеет сложный тип климата. На него влияет широта села, равная 63°27' (приполярные широты), удалённость от океана (резко континентальный климат), нахождение на высоте 741 метр над уровнем моря (влияет высотная поясность). Высота над уровнем моря понижает температуру примерно на 4.5 градуса по сравнению с той, которая наблюдалась бы при нахождении на уровне моря, и усиливает ночное выхолаживание воздуха. Зимой в село стекается холодный воздух, так как оно находится в котловине. Лето в селе — короткое, с большим перепадом суточных температур: днём может быть +30 °C и выше, но ночью температура может упасть на 15-20 °C, при этом минимальная утренняя температура в Оймяконе ни разу не достигала даже цифры +19. Среднегодовая величина атмосферного давления в Оймяконе в соответствии с его высотностью составляет 689 миллиметров ртутного столба, при этом Оймякон находится в точности на широте Батамая, но расположен почти на 700 км восточнее.
Официально признанный абсолютный минимум был зарегистрирован Оймяконской метеорологической станцией (основана в 1929 г.) 6 февраля 1933 г. — −67,7°С.

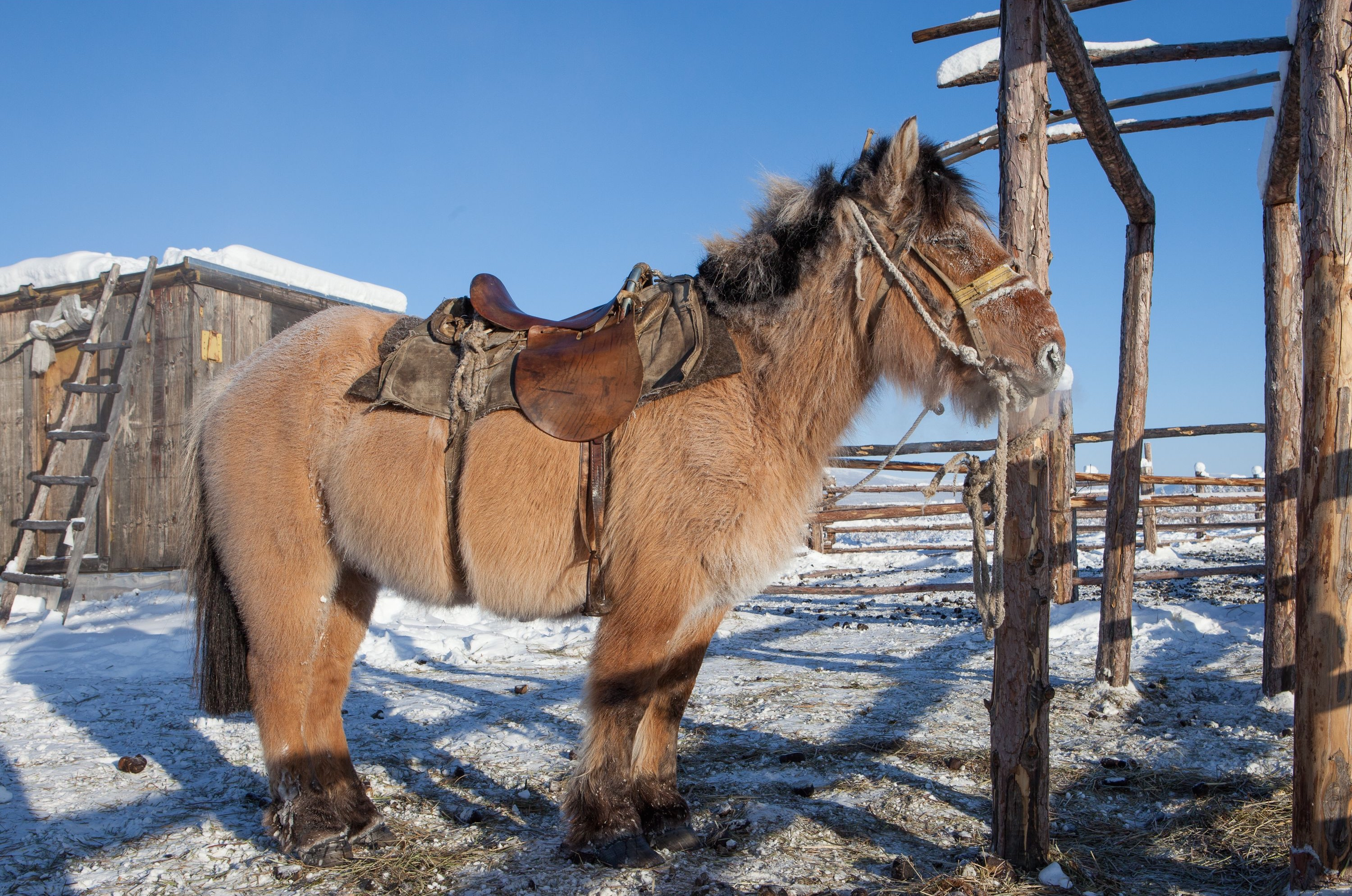
Якутская лошадь в Оймяконе

В настоящее время власти Якутии решили спор в пользу Верхоянска, но вопрос остаётся открытым: ряд учёных и метеорологические наблюдения однозначно указывают на преимущество Оймякона в споре за «морозное первенство Северного полушария». Хотя минимальная среднемесячная температура в Верхоянске в январе на 1.3 градуса ниже, чем в Оймяконе (−55.4 °C в 1892 году), а по второму самому холодному январю ниже ровно на 1 (-55.1), а также ниже в среднем в январе, феврале, апреле, июне, июле, августе и декабре, по сегодняшним данным[каким?] среднегодовая температура в Оймяконе на 0,3° ниже, чем в Верхоянске, а абсолютный минимум, по неофициальным данным, на 12,2° ниже. Если брать официальные данные, получится превышение температуры на 4,4°.
| Сравнение климата Оймякона и Верхоянска                                      | Сравнение климата Оймякона и Верхоянска | Сравнение климата Оймякона и Верхоянска | Сравнение климата Оймякона и Верхоянска | Сравнение климата Оймякона и Верхоянска | Сравнение климата Оймякона и Верхоянска | Сравнение климата Оймякона и Верхоянска | Сравнение климата Оймякона и Верхоянска | Сравнение климата Оймякона и Верхоянска | Сравнение климата Оймякона и Верхоянска | Сравнение климата Оймякона и Верхоянска | Сравнение климата Оймякона и Верхоянска | Сравнение климата Оймякона и Верхоянска | Сравнение климата Оймякона и Верхоянска |
| Показатель                                                                   | Янв.                                    | Фев.                                    | Март                                    | Апр.                                    | Май                                     | Июнь                                    | Июль                                    | Авг.                                    | Сен.                                    | Окт.                                    | Нояб.                                   | Дек.                                    |                                         |
| Разница температур, средняя температура в Оймяконе в сравнении с Верхоянском | +0,9                                    | +0,6                                    | -0,3                                    | +2,6                                    | -1,3                                    | +0,3                                    | +0,2                                    | +0,6                                    | -0,4                                    | -2,6                                    | -1,3                                    | +0,5                                    |                                         |
| ---------------------------------------------------------------------------- | --------------------------------------- | --------------------------------------- | --------------------------------------- | --------------------------------------- | --------------------------------------- | --------------------------------------- | --------------------------------------- | --------------------------------------- | --------------------------------------- | --------------------------------------- | --------------------------------------- | --------------------------------------- | --------------------------------------- |

### Методика температурных наблюдений
Регулярные метеонаблюдения ведутся в аэропорту Оймякон, который находится в 40 км от одноимённого посёлка и в 2 км от посёлка Томтор, однако когда говорят о минимумах температур, всегда используется наименование «Оймякон». Это связано с тем, что Оймякон — не только название села, но и название местности.
Помимо экстремальных холодов зимой, летом в Оймяконе бывает жара выше +30 °С. 28 июля 2010 года в селе был зафиксирован рекорд жары (а также месячный и абсолютный) — тогда воздух прогрелся до +34,6 °C.
По неофициальным данным, в 1926 году в посёлке была зафиксирована температура −71,2 °С.
| Показатель                    | Янв.  | Фев.  | Март  | Апр.  | Май   | Июнь | Июль | Авг.  | Сен.  | Окт.  | Нояб. | Дек.  | Год    |
| ----------------------------- | ----- | ----- | ----- | ----- | ----- | ---- | ---- | ----- | ----- | ----- | ----- | ----- | ------ |
| Абсолютный максимум, °C       | −15,3 | −12,5 | 2     | 11,7  | 26,2  | 33,1 | 34,6 | 32,9  | 23,7  | 11,0  | 2,1   | −6,5  | 34,6   |
| Средний суточный максимум, °C | −36,2 | −30,2 | −12,1 | 4,9   | 12,6  | 22,4 | 26,8 | 13,1  | 9,2   | 0,2   | −23,6 | −32,5 | −3,783 |
| Средняя температура, °C       | −46   | −42,2 | −35,2 | −15,1 | −0,2  | 12,2 | 14,1 | 9,7   | −0,2  | −20,3 | −36,7 | −45,8 | −17,2  |
| Средний суточный минимум, °C  | −49,3 | −47,6 | −39,2 | −22,9 | −3,5  | 4,4  | 6,9  | 3,2   | −3,3  | −19,2 | −38,8 | −48,3 | −21,5  |
| Абсолютный минимум, °C        | −72,8 | −65,7 | −60,6 | −49,5 | −31,9 | −9,7 | −9,3 | −16,1 | −28,3 | −48,8 | −59,7 | −63,5 | −65,4  |
| Норма осадков, мм             | 6     | 7     | 5     | 5     | 15    | 39   | 46   | 38    | 24    | 13    | 13    | 7     | 218    |
| Средняя влажность, %          | 100   | 99    | 82    | 62    | 42    | 39   | 39   | 97    | 98    | 99    | 100   | 99    | 71     |
| Средняя скорость ветра, м/с   | 0,2   | 0,3   | 0,6   | 1,4   | 2,4   | 2,4  | 1,9  | 1,8   | 1,7   | 1,1   | 0,3   | 0,2   | 1,2    |
| Источник: Погода и климат     |       |       |       |       |       |      |      |       |       |       |       |       |        |

| Максимальная и минимальная среднемесячная температура | Максимальная и минимальная среднемесячная температура | Максимальная и минимальная среднемесячная температура | Максимальная и минимальная среднемесячная температура | Максимальная и минимальная среднемесячная температура | Максимальная и минимальная среднемесячная температура | Максимальная и минимальная среднемесячная температура | Максимальная и минимальная среднемесячная температура | Максимальная и минимальная среднемесячная температура | Максимальная и минимальная среднемесячная температура | Максимальная и минимальная среднемесячная температура | Максимальная и минимальная среднемесячная температура | Максимальная и минимальная среднемесячная температура |
| Месяц                                                 | Янв                                                   | Фев                                                   | Мар                                                   | Апр                                                   | Май                                                   | Июн                                                   | Июл                                                   | Авг                                                   | Сен                                                   | Окт                                                   | Ноя                                                   | Дек                                                   |
| Самый тёплый, °C                                      | −38,1                                                 | −33,0                                                 | −24,9                                                 | −8,1                                                  | 7,1                                                   | 16,9                                                  | 18,7                                                  | 13,4                                                  | 5,3                                                   | −9,5                                                  | −25,3                                                 | −35,3                                                 |
| Самый холодный, °C                                    | −54,1                                                 | −50,2                                                 | −39,0                                                 | −21,6                                                 | −4,0                                                  | 9,0                                                   | 11,4                                                  | 7,5                                                   | −1,9                                                  | −24,2                                                 | −45,5                                                 | −52,2                                                 |
| ----------------------------------------------------- | ----------------------------------------------------- | ----------------------------------------------------- | ----------------------------------------------------- | ----------------------------------------------------- | ----------------------------------------------------- | ----------------------------------------------------- | ----------------------------------------------------- | ----------------------------------------------------- | ----------------------------------------------------- | ----------------------------------------------------- | ----------------------------------------------------- | ----------------------------------------------------- |

| Солнечное сияние за 2009—2018 гг, часов за месяц. | Солнечное сияние за 2009—2018 гг, часов за месяц. | Солнечное сияние за 2009—2018 гг, часов за месяц. | Солнечное сияние за 2009—2018 гг, часов за месяц. | Солнечное сияние за 2009—2018 гг, часов за месяц. | Солнечное сияние за 2009—2018 гг, часов за месяц. | Солнечное сияние за 2009—2018 гг, часов за месяц. | Солнечное сияние за 2009—2018 гг, часов за месяц. | Солнечное сияние за 2009—2018 гг, часов за месяц. | Солнечное сияние за 2009—2018 гг, часов за месяц. | Солнечное сияние за 2009—2018 гг, часов за месяц. | Солнечное сияние за 2009—2018 гг, часов за месяц. | Солнечное сияние за 2009—2018 гг, часов за месяц. | Солнечное сияние за 2009—2018 гг, часов за месяц. |
| Месяц                                             | Янв                                               | Фев                                               | Мар                                               | Апр                                               | Май                                               | Июн                                               | Июл                                               | Авг                                               | Сен                                               | Окт                                               | Ноя                                               | Дек                                               | Год                                               |
| Солнечное сияние, ч                               | 42.9                                              | 135.3                                             | 240.9                                             | 316.9                                             | 278.8                                             | 297.8                                             | 278.7                                             | 218.8                                             | 152.4                                             | 106.3                                             | 73.7                                              | 20.4                                              |                                                   |
| ------------------------------------------------- | ------------------------------------------------- | ------------------------------------------------- | ------------------------------------------------- | ------------------------------------------------- | ------------------------------------------------- | ------------------------------------------------- | ------------------------------------------------- | ------------------------------------------------- | ------------------------------------------------- | ------------------------------------------------- | ------------------------------------------------- | ------------------------------------------------- | ------------------------------------------------- |

## История
История Оймякона уходит корнями в глубокое прошлое. Период возникновения стойбища в этой долине указать невозможно. Когда-то тут останавливались якуты-оленеводы, которые раньше вели кочевой образ жизни. Советская власть крайне отрицательно смотрела на кочевников, поскольку их крайне трудно контролировать. По этой причине их силой заставили превратить стоянку в постоянный посёлок и отказаться от кочевого оленеводства. Позже в развитие внёс свою лепту «архипелаг ГУЛАГ». В устье Индигирки и далее по району расположились десятки лагерей. Многие заключённые, сразу после освобождения, не могли покинуть место и оставались в поселениях. Сюда же отправляли ссыльных. В посёлке Оймякон, при средней школе, даже был открыт краеведческий литературно-исторический музей, который посвящен писателям, поэтам, деятелям искусства, культуры и учёным, которые отбывали в этих краях срок заключения или направлялись в ссылку. Там же установлен и и памятник жертвам сталинских репрессий «Колокол памяти».
Начальная школа Оймякона была основана в 1931 году. В 1936 г. она стала семилетней, а в 1951 г. стала первой средней школой района.

## Население
| 1939 | 1989 | 2002 | 2010 | 2021 |
| ---- | ---- | ---- | ---- | ---- |
| 356  | ↗400 | ↘319 | ↗462 | ↗560 |

График:

## Инфраструктура
Личное подсобное хозяйство с зоной сельскохозяйственного использования, индивидуальная застройка усадебного типа.
Основа экономики — сельское хозяйство.
Оймяконская СОШ им. Н. О. Кривошапкина.